# Museo Salesiano Maggiorino Borgatello
Das Museo Salesiano Maggiorino Borgatello ist ein privates Regionalmuseum in Punta Arenas, das 1893 gegründet wurde und damit das drittälteste Museum Chiles ist. Seine Schwerpunkte liegen auf den Gebieten der Geschichte, der Ethnografie, der Flora und Fauna, der Paläontologie und der Industrie der Magellan-Region.

## Lage
Das Museum befindet sich in der Avenida Bulnes 336 in der Innenstadt von Punta Arenas. Es besteht aus einem zweistöckigen Gebäude, das sich an die Kirche Maria Auxiliadora anschließt, und einem dreistöckigen Anbau. Auf einer Grünfläche vor dem Museum steht ein Denkmal für Manuel Bulnes Prieto, den chilenischen Präsidenten von 1841 bis 1851.

## Geschichte

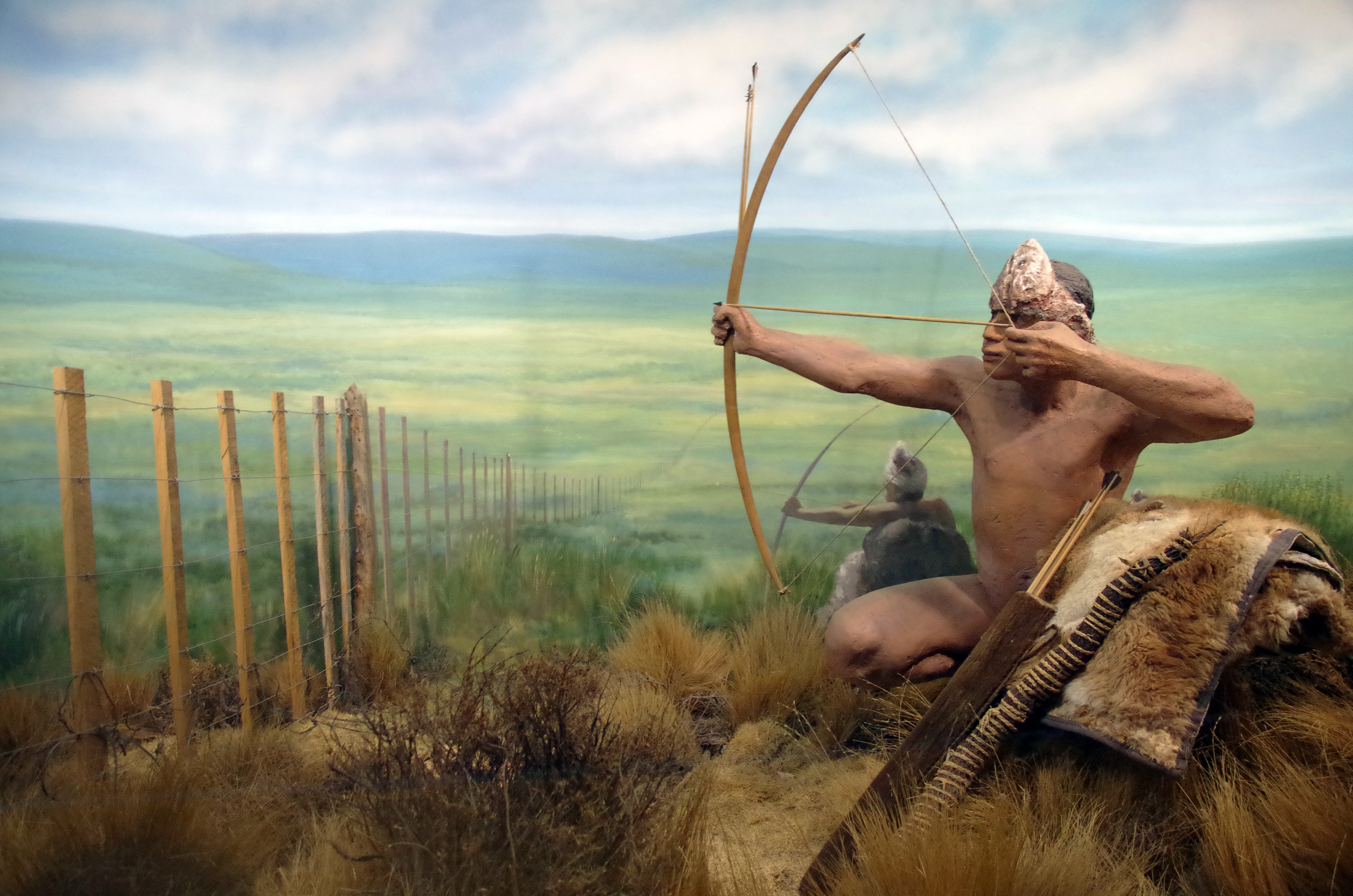
Diorama mit einem Angehörigen der Selk’nam

Ab der Mitte der 1880er Jahre verübten Schafzüchter, die sich große Teile des nördlichen Feuerlands als Weideland angeeignet hatten, einen Genozid an dem dort ansässigen indigenen Volk der Selk’nam. Um dem Töten ein Ende zu bereiten, boten die Padres der Ordensgemeinschaft der Salesianer Don Boscos den Großgrundbesitzern an, die Indigenen stattdessen in ihre Missionsstationen auf der Isla Dawson und bei Río Grande auf Feuerland zu deportieren. Damit beschleunigten sie ungewollt die Auslöschung der Selk’nam. Die von den Europäern mitgebrachten Infektionskrankheiten wie Pocken und Tuberkulose machten die Missionen zu Todesfallen.
Die Salesianer nahmen den Indigenen einerseits ihrer kulturelle Identität, sie waren andererseits aber auch diejenigen Europäer, die sich ihnen am wohlwollendsten näherten und Einblicke in ihre Kultur erlangten. Die ethnografische Sammlung der Missionare stellte gemeinsam mit der naturkundlichen des Kurators Ángel Benove den Grundstock für das am 18. September 1893 im alten Gebäude des Colegio San José eröffnete Salesianische Museum. Der erste Direktor war Padre Maggiorino Borgatello, nach dem es heute benannt ist. Nach mehreren Erweiterungen zog das Museum 1929 in ein nach Plänen von Padre Juan Bernabé errichtetes Gebäude neben der Kirche Maria Auxiliadora. 1980 wurden die Sammlungen von Wissenschaftlern des Instituto de la Patagonia der Universidad de Magallanes neu geordnet. Seit der Errichtung eines Neubaus, der mit dem älteren Gebäude verbunden ist, besitzt das Museum eine Fläche von 1700 m². Bis zum Ausbruch der COVID-19-Pandemie im Jahre 2020 verzeichnete es jährlich bis zu 40.000 Besucher.
Das Museum sieht seine Aufgabe heute darin, einen Beitrag zur Erhaltung des kulturellen Erbes der Magellan-Region zu leisten. Seine Sammlungen beziehen sich schwerpunktmäßig auf die Ureinwohner, die Fauna, die Flora, die Geschichte, die Paläontologie und die Archäologie.

## Beschreibung

### Die Sammlungen

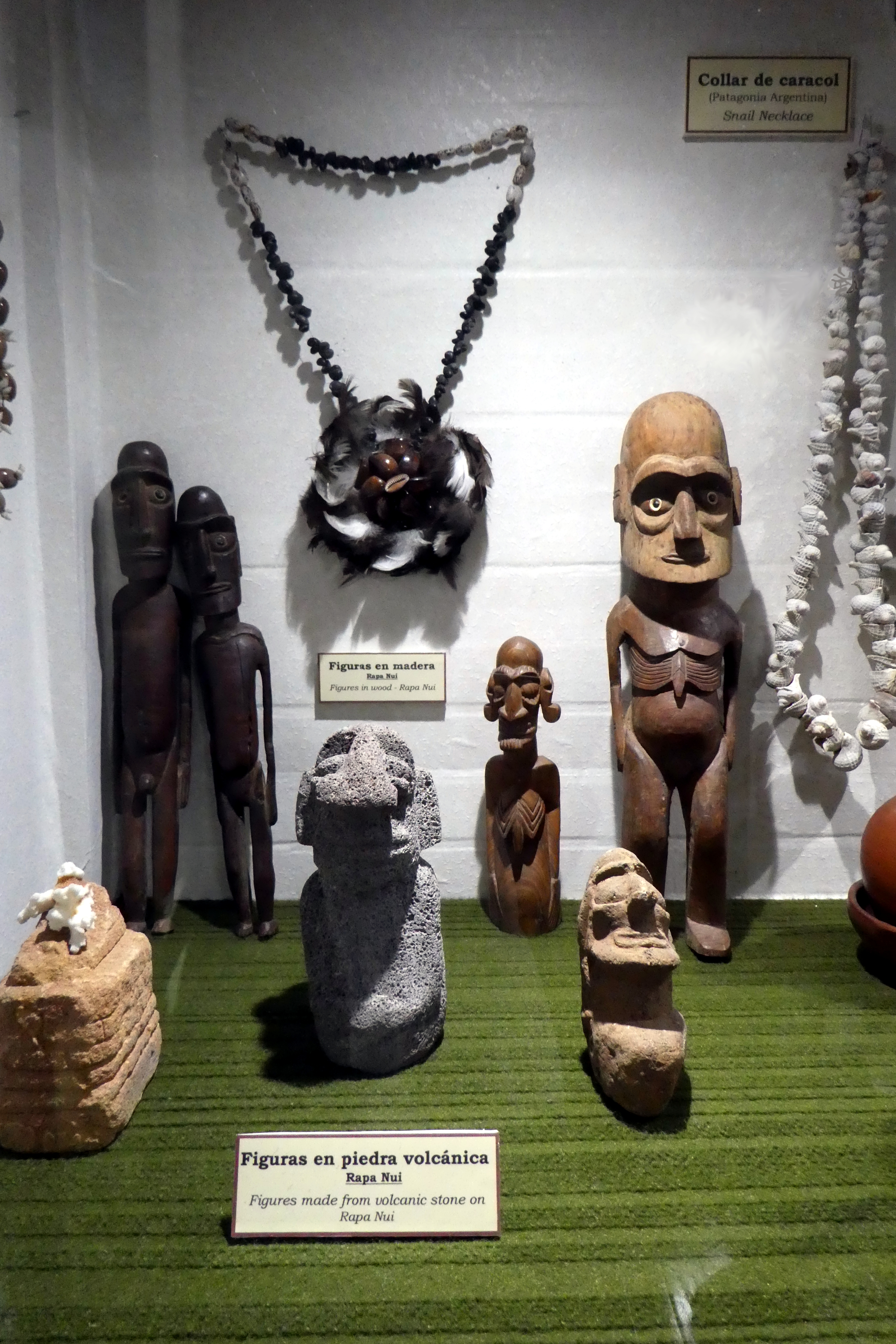
Stein- und Holzfiguren von der Osterinsel

Die Sammlungen des Museums spiegeln das gesamte kulturelle Erbe der Magellan-Region wider. Von besonderem Wert sind die Kollektionen auf ethnografischem Gebiet. Das Museum besitzt eine Vielzahl von Artefakten der indigenen Völker, die bereits vor der Ankunft der Spanier in der Region lebten. Neben ihrer Kleidung sind das vor allem Jagd- und Kriegswaffen, religiöse Gegenstände und Schmuck. Hinzu kommen zahlreiche Fotografien der Indigenen sowohl in ihrem natürlichen Lebensraum, als auch in den Missionsstationen der Salesianer. Das Museum besitzt die einzigen Filmaufnahmen der Ureinwohner.
Die Sammlungen von Tieren und Pflanzen gehören zu den ältesten des Museums und sind gerade auf dem Gebiet der Botanik so reichhaltig, dass nur ein geringer Teil ausgestellt werden kann. In der zoologischen Sammlung gibt es auch Exemplare ausgestorbener Vögel und Säugetiere wie des Eskimobrachvogels und des Feuerländischen Hundes, einer domestizierten Form des Andenschakals. Als einziges Museum in Chile besitzt das Museo Salesiano mumifizierte Hautreste sowie Koprolithe des Riesenfaultiers Mylodon, die aus der Mylodonhöhle bei Puerto Natales stammen. Weitere Fossilien findet man in der umfangreichen mineralogischen Sammlung des Museums.
Dokumente sowie liturgische und didaktische Gegenstände dokumentieren die Missionstätigkeit der Salesianer. Das Museum besitzt auch Überreste der ersten Kapelle von Punta Arenas wie Säulen, Türen, Schlüssel, Kreuze und Gemälde. Weitere Sammlungen gibt es zur Kolonisationsgeschichte, zur Luftfahrt und zur Industriegeschichte der Region sowie auf dem Gebiet der Numismatik.

### Die Dauerausstellung

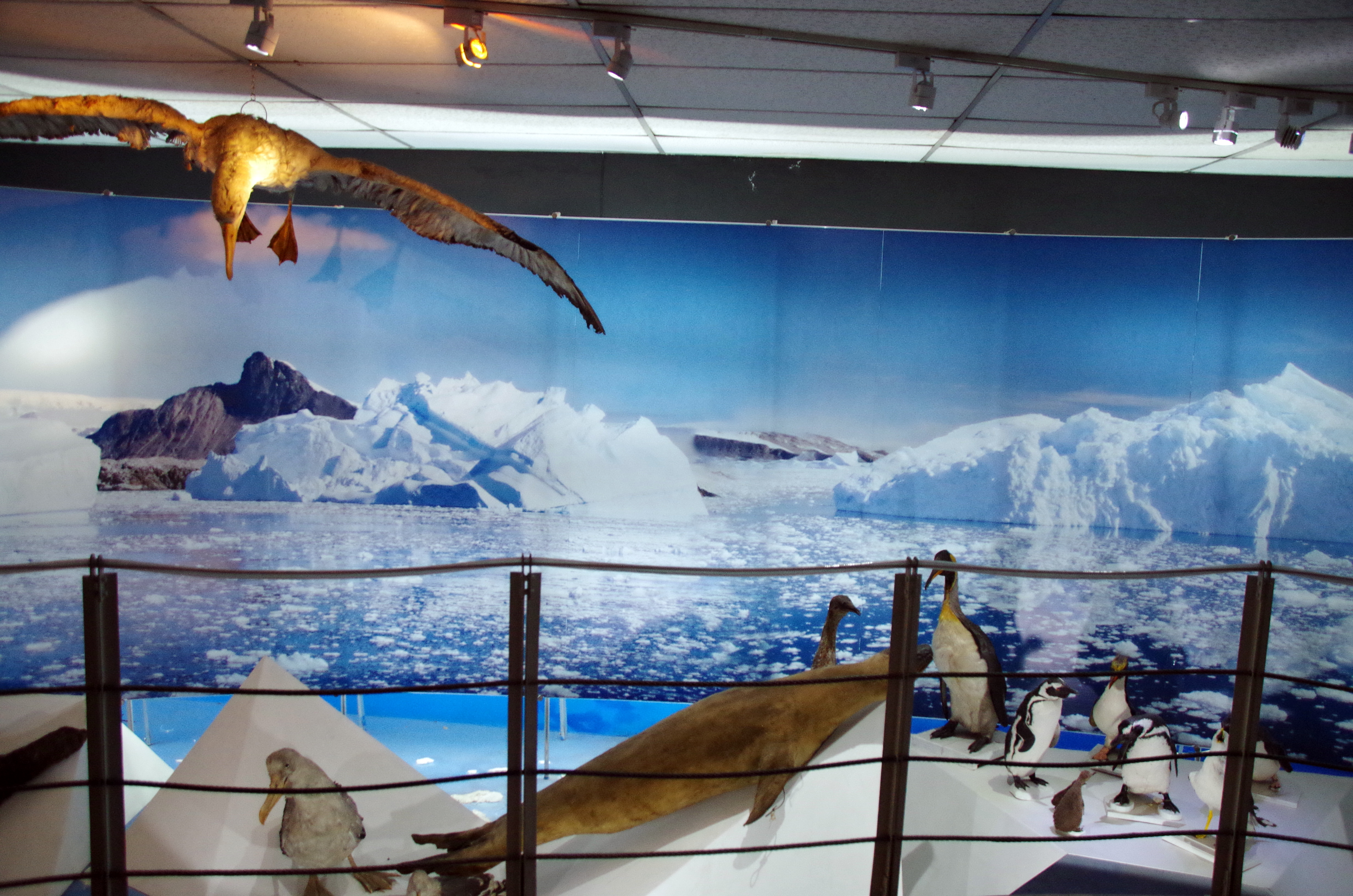
Darstellung der Fauna der Antarktis

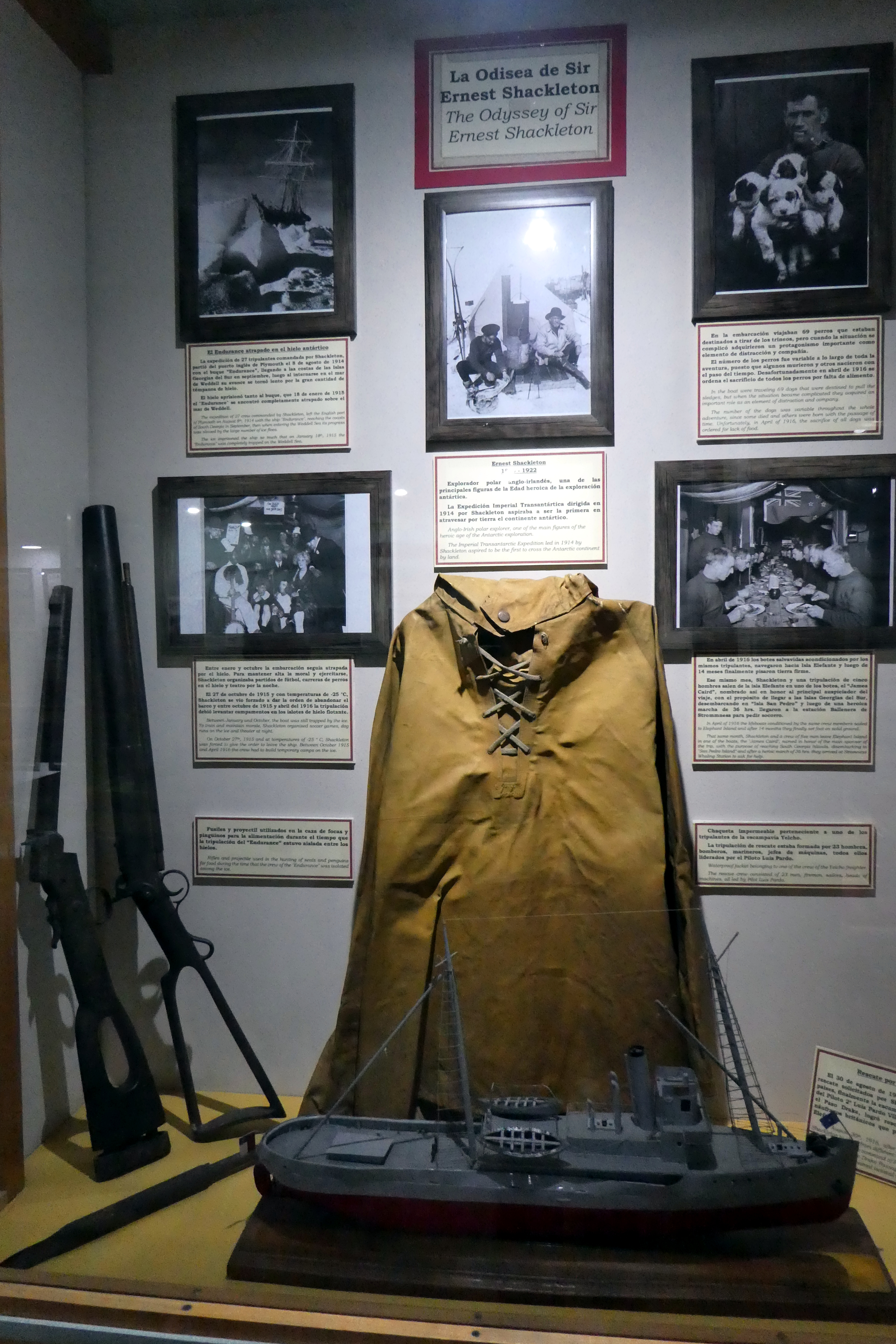
Exponate der Endurance-Expedition

#### Ebene 1
Betritt man das Gebäudes befinden sich rechter Hand die Rezeption, Büroräume, ein Museumsshop und Toiletten. Auf der linken Seite gelangt man in die Dauerausstellung.
Der Bereich im Erdgeschoss ist vor allem der Fauna Südpatagoniens gewidmet. In mehreren Räumen werden Dermoplastiken lokal heimischer Säugetiere ausgestellt. Zu sehen sind der Puma, der Südandenhirsch, das Guanaco und zahlreiche  kleinere Säuger, Fische und Kopffüßer der Region. Hinzu kommen Herbarien regionaler Algen. In einem weiteren Saal findet man Präparate patagonischer und antarktischer Vögel, darunter des Kondors, des Nandus und verschiedener Pinguine.
Ein großer Raum zeigt Exponate, die dem Museum aus anderen Regionen Chiles oder aus dem Ausland geschenkt worden sind. Darunter befinden sich eine Inka-Mumie aus Peru, Artefakte der Mapuche und Steinfiguren von der Osterinsel. Hier befindet sich auch eine Nachbildung der Cueva de las Manos mit ihren Höhlenmalereien.
Thema der Vitrinen im zentralen Korridor sind das Leben herausragender Salesianer Patagoniens, Meilensteine der regionalen Geschichte und wissenschaftliche Expeditionen. Den Abschluss bildet ein Modell des Kreuzes am Kap Froward, dem südlichsten Punkt des südamerikanischen Festlands.
Vom hinteren Teil des Korridors zweigen die Räume der Bibliothek und der Fotothek des Museums ab.

#### Ebene 2
Schwerpunktthema der zweiten Ebene ist die Ethnografie Patagoniens. Die indigenen Völker der Selk’nam, der Aonikenk (eine Ethnie der Tehuelche), der Kawesqar und der Yámana werden anhand von Artefakten (z. B. Kanus, Jagdwaffen, Gebrauchsgegenstände usw.) und in Dioramen vorgestellt. Ein weiteres Diorama zeigt eine Szene in einer Missionsstation.
Ein größerer Bereich ist dem Wirken von Pater Alberto Maria De Agostini gewidmet, der einen bedeutenden Beitrag zur Erforschung der Region geleistet hat. Ab 1913 bestieg er mit seiner Kamera die Hauptberge Patagoniens und Feuerlands. Noch im Alter von 72 Jahren leitete er eine Expedition, der im Jahre 1956 die Erstbesteigung des Monte Sarmiento, des mit 2246 Metern höchsten Gipfels Feuerlands, gelang.
Auf der zweiten Ebene befindet sich auch ein Konferenzraum.

#### Ebene 3
Auf der dritten Ebene kommt man zunächst in einen Bereich, der dem Alltagsleben und den ursprünglichen religiösen Vorstellungen der Indigenen gewidmet ist. Der Besucher lernt ihre Behausungen, ihre Kleidung und ihre Nahrung kennen. Ausgestellt sind auch ein Kanu sowie Kinderspielzeug.
Der hintere Teil des Ausstellungsraums ist der Natur, der Entdeckungsgeschichte und der wissenschaftlichen Erforschung der Antarktis gewidmet. An der Stirnseite sind Präparate der südpolaren Flora und Fauna ausgestellt. Weitere Exponate beziehen sich auf den kommerziellen Walfang, der in der Geschichte der Antarktis eine prominente Rolle gespielt hat. Eine Vitrine enthält Fotos und Ausrüstungsgegenstände, die in Verbindung mit Ernest Shackletons Endurance-Expedition (1914–1917) und der Rettung ihrer Teilnehmer durch das von Kapitän Luis Pardo befehligte chilenische Dampfschiff Yelcho stehen.
Des Weiteren wird die Geschichte der Römisch-katholischen Kirche in Chile und insbesondere in der Magellan-Region von 1520, als die erste Messe auf heute chilenischem Boden gelesen wurde, bis in die Gegenwart dargestellt. Einen Schwerpunkt bildet der Besuch von Papst Johannes Paul II. in Patagonien im Jahre 1987.

#### Ebene 4
Die Ausstellung auf der vierten Ebene befasst sich schwerpunktmäßig mit der Energiewirtschaft der Region. Dargestellt ist die Geschichte der Gewinnung und Nutzung fossiler Brennstoffe vom Abbau der Braunkohle auf der Insel Riesco bis zur Förderung von Erdöl und Erdgas auf Feuerland. Das zentrale Exponat auf dieser Ebene ist das Modell des Methanex-Werks in der Nähe von Punta Arenas, das Methanol aus Erdgas synthetisiert.
Ein weiteres Thema ist die Luftfahrt in der Magellan-Region. Im Mittelpunkt steht der Flieger Franco Bianco (1909–1964), der als Erster mit einer Miles Hawk Trainer über dem Südkegel flog.
Eine abwechslungsreiche geologische Sammlung von Gesteinen, Mineralien, Kohlen und Fossilien schließt die vierte Ebene ab.